# Kete (peuple)
Pour les articles homonymes, voir Kete.
Les Kétés sont un groupe ethnolinguistique d’Afrique centrale, principalement établi en République démocratique du Congo. Ils constituent l’une des populations majoritaires dans la région des Plateaux, localisée au sein de l’espace géographique connu sous le nom de Grand Kasaï.  
Leur présence est particulièrement significative dans plusieurs territoires des provinces du Kasaï-Central, de la Lomami et du Kasaï. On les retrouve notamment dans les territoires de Luiza et Dibaya (Kasaï-Central), de Kamiji et Mwene-Ditu (Lomami), ainsi qu’à Mweka (Kasaï).

## Ethnonymie
Selon les sources et le contexte, on observe plusieurs variantes : Bakete, Baket, Bena Mai, Kete-Coofa, Ketes, Ket. Les Bakete a Kutshwumb(Nord) et les Bakete a Kunyel(Sud) 

## Langues
Les Kétés parlent plusieurs variantes de la langue kete, une langue bantoue classée dans le groupe C.70 selon la classification de Guthrie. Parmi les principales variantes, on peut citer le tshen Andien, tshien Katamb, tshien Ibung, tshien Dielakadi, tshien Yangal, tshen Kanyemb, tshen Rumbu et tshen Kabez, entre autres.
Selon une estimation de 2002, le nombre de locuteurs du kete était d’environ 8 400 personnes[2].

## Culture
Les Kete sont normalement monogames, hospitaliers, cultivateurs, chasseurs, guerriers, polithéistes et aiment la vie. À la mort d'une personne quel que soit son âge, ils cherchent la cause. Ils vivent en familles, villages, groupements et secteurs. Ils n'ont pas leurs propres territoires. Ils célèbrent la venue des jumeaux et portent les masques(Mukwandayi) le jour de sortie de ces jumeaux . Ils ne travaillent pas vendredi, jour des aïeux...

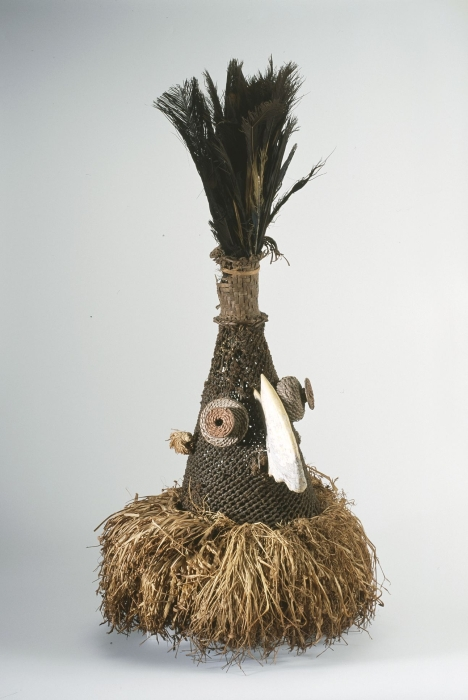
Masque kete